# Trường Trung học phổ thông Ngô Quyền, Hải Phòng
Trường Trung học Phổ thông Ngô Quyền hay Trường Bonnal, trường Bình Chuẩn là một ngôi trường nằm trong hệ thống các trường Trung học Phổ thông công lập của Việt Nam được thành lập năm 1920 tại Hải Phòng. Đây là ngôi trường trung học đầu tiên của Hải Phòng và cũng là một trong số những trường trung học đầu tiên của Việt Nam do người Pháp thành lập.

## Lịch sử
Trong lịch sử phát triển, trường đã 3 lần đổi tên. Thời kỳ Pháp thuộc, tên trường là Bonnal. Sau cách mạng tháng 8 năm 1945 thắng lợi, trường đổi tên thành Bình Chuẩn. Năm 1948, trường mang tên vị anh hùng dân tộc Ngô Quyền.

### Giai đoạn trước năm 1920
Năm 1874, Nhà Nguyễn đã ký Hòa ước Giáp Tuất (1874) nhượng đất Hải Phòng cho Pháp. Các thương gia Pháp kéo đến lập nghiệp trên nhượng địa bến Ninh Hải, hình nên một đô thị sầm uất từ đó. 11 năm sau - năm 1885, Bonnal được cử làm Công sứ Hải Phòng, ông đã cho đào một con kênh ở phía Nam nối từ sông Tam Bạc vòng ra tới sông Cấm - gọi là kênh Bonnal. Kênh Bonnal với sông Tam Bạc và sông Cấm đã ôm trọn một dải đất hình cái rìu mà chỉ 10 năm sau đó phát triển thành khu phố Pháp - hạt nhân ban đầu của Hải Phòng ngày nay. Kênh Bonnal nằm giữa "khu người Âu" và "khu bản xứ". Hai bên kênh là đại lộ Bonnal (phố Nguyễn Đức Cảnh và phố Trần Phú ngày nay) và đại lộ Chavassieux (phố Trần Hưng Đạo và phố Quang Trung). Nhưng đến năm 1902, Toàn quyền Bán đảo Đông Dương đã ra lệnh lấp một phần kênh này để mở rộng thành phố, đoạn kênh còn lại đổi tên thành sông Lấp.
Hải Phòng được Chính quyền Pháp xây dựng thành một cảng quốc tế, cửa ngõ của cả miền Bắc Đông Dương mở ra Biển Đông. Để phục vụ cho việc khai thác, chính quyền Pháp không thể không phát triển giáo dục đến một mức độ nhất định nhằm đào tạo những người thừa hành cho bộ máy cai trị của mình và Trường tiểu học Bonnal - tiền thân của trường THPT Ngô Quyền được ra đời trong hoàn cảnh này. Trường tiểu học Bonnal là trường dành cho con em người Việt. Ngay từ năm 1909, Chính quyền Bảo hộ đã yêu cầu Ban Nhà cửa dân sự cung cấp các bản vẽ thi công công trình này nhưng do ngân sách hạn hẹp nên chỉ có một số hạng mục nhỏ được thi công và trường phải thuê địa điểm tại số 3 phố Jean Dupuis (nay là phố Phan Châu Trinh) với hợp đồng thuê theo năm 4200 phờ răng/năm.
Với số dân cư bản địa ngày một tăng và hơn nữa ngôi nhà mà trường thuê sẽ đổi chủ sở hữu, trường có nguy cơ không có chỗ học kể từ ngày 01/01/1920 nên Thống sứ Bắc Kỳ đã yêu cầu Chánh Sở Công chính Bắc Kỳ tiến hành xây ngay công trình trường tiểu học Bonnal trên khu đất dân sự nằm ven đai lộ Bonnal và trên khu đất này đã có một ngôi trường làng do thành phố mở đó chính là ngôi trường làng Vẻn. Ngôi trường sẽ được thi công theo mô hình các trường tiểu học Pháp - Việt ở Bắc Kỳ.
Khuôn viên của trường là một khu đất vuông vắn. Phía Bắc giáp đại lộ Bonnal (nay là phố Nguyễn Đức Cảnh), phía Đông giáp phố Metz (nay là phố Mê Linh), phía Nam giáp ngõ Hoa Khai, phía Tây giáp Trường đạo Saint Joseph. Cổng trường quay ra phố Metz (phố Mê Linh). Tại thời điểm đó, Trường tiểu học Bonnal là trường tiểu học chưa toàn cấp, chỉ có từ lớp Đồng ấu đến lớp Nhì. Năm 1919-1920, mới có lớp Nhất. Từ năm 1920-1921, Trường bắt đầu có lớp đệ nhất niên bậc Cao đẳng tiểu học gọi là lớp thành chung của Hải Phòng (cours complémentaire). Sau đó, mỗi năm tăng thêm một lớp cho đến khi đủ 4 lớp bậc Cao đẳng tiểu học từ đệ nhất đến đệ tứ niên.
Trường Bonnal được xây dựng đến năm 1925 có 13 phòng học, gồm dãy nhà một tầng phía trái từ cổng vào có 5 phòng và một dãy nhà hai tầng ở chính giữa có 8 phòng.
Năm 1926-1927, xây thêm dãy nhà một tầng phía tay phải, đối xứng với dãy nhà một tầng cũ. Dãy nhà hai tầng và dãy nhà một tầng bên trái dành cho 12 lớp bậc tiểu học. Dãy nhà bên phải dành cho các lớp cao đẳng từ đệ Nhất đến đệ Tứ và một phòng thí nghiệm. Cổng chính dành cho học sinh tiểu học, cổng phụ quay ra đại lộ Bonnal dành cho học sinh trung học. Học sinh tốt nghiệp bậc tiểu học, muốn học lên các lớp thành chung thì phải dự kỳ thi chuyển cấp. Đây là trường cao đẳng tiểu học chung cho các các tỉnh miền duyên hải.

### Thời kỳ Pháp thuộc (từ 1920 - 1945)
Đây là thời kỳ đất nước có nhiều biến động về chính trị. Những biến động ấy đã ảnh hưởng trực tiếp đến phong trào yêu nước của thầy giáo và học sinh trường Bonnal. Nhiều thầy giáo và học sinh của trường đã tham gia các phong trào yêu nước: đòi ân xá Phan Bội Châu năm 1925; tổ chức truy điệu Phan Chu Trinh 1926; tham gia bãi công, bãi khoá, rải truyền đơn 1929, 1930...
Một hình ảnh rất tiêu biểu cho học sinh Bonnal trong các phong trào yêu nước và đấu tranh cách mạng hồi ấy là Nguyễn Văn Cúc (tức Tổng Bí thư Đảng Cộng sản Việt Nam Nguyễn Văn Linh sau này). Năm 1926, Nguyễn Văn Cúc cùng 2 người bạn đều là học sinh Bonnal đã bị Pháp bắt khi đang rải truyền đơn và bị kết án tù chung thân đày ra Côn Đảo khi mới 16 tuổi.
Khoảng năm 1929, trường Bonnal là một trong hai nơi thành lập chi bộ Đoàn Thanh niên cộng sản đầu tiên của cả nước (tiền thân của Đoàn Thanh niên Cộng sản Hồ Chí Minh), cùng Nhà máy Xi măng Hải Phòng. Trường là nơi có phong trào đấu tranh mạnh mẽ của học sinh. Chi bộ Đoàn có 11 đoàn viên, chia thành các tiểu tổ, trong đó có một số học sinh ở trường khác và do Bùi Đức Thanh làm Bí thư. Chi bộ Đoàn có tờ báo in thạch lấy tên "Thanh niên cộng sản" để giáo dục, tập hợp thanh niên học sinh. Các đoàn viên thanh niên cộng sản ở trường Bonnal hoạt động rất tích cực, nhất là trong công tác tuyên truyền cách mạng, vận động thanh niên đấu tranh. Có tháng, chi bộ Đoàn cho ra đời ba số "Thanh niên cộng sản" nhằm đáp ứng nguyện vọng muốn hiểu biết của thanh niên. Chi bộ Đoàn Thanh niên Cộng sản Trường Bonnal giúp anh chị em học sinh tổ chức ra "Học sinh đoàn" thu hút những học sinh có tinh thần yêu nước, hăng hái hoạt động cách mạng. Có thể nói, thời kỳ mặt trận dân chủ Đông Dương, các hoạt động yêu nước của học sinh Bonnal đã phát triển về cả bề rộng và chiều sâu.
Năm 1936, Nguyễn Văn Cúc thoát khỏi Côn Đảo, được Trung ương Đảng Cộng sản Việt Nam cử về Hải Phòng tham gia xây dựng tổ chức Đảng Cộng sản Việt Nam và phong trào cách mạng, trong đó có trường Bonnal. Vũ Quý, cùng thầy giáo Nguyễn Hữu Tảo thành lập Liên đoàn Hướng đạo Quang Trung trong học sinh Bonnal, đưa họ vào các hoạt động yêu nước (sau 1945 bị cấm hoạt động). Lớp học sinh đoàn đầu tiên gồm có: Lê Viêm, Vũ Thiện Tấn, Nguyễn Văn Cúc (tức Tổng Bí thư Nguyễn Văn Linh sau này)
Thời kỳ mặt trận Việt Minh (1941), nhiều tổ Việt minh bí mật được tổ chức và hoạt động trong trường Bonnal, truyền bá sách báo của Đảng Cộng sàn, phổ biến các bài hát yêu nước, lập ra Hội ái hữu học sinh Bonnal, thành lập đoàn Rồng trường Bonnal...
Hai mươi năm tồn tại và phát triển dưới thời Pháp thuộc, mặc dù chịu tác động của nền giáo dục thực dân, nhưng các thế hệ thầy giáo và học sinh trường Bonnal với tinh thần yêu nước và sự nỗ lực của mình đã biến trường Bonnal thành một nơi góp phần đào tạo nhiều nhân tài và đào tạo cán bộ cho phong trào cách mạng Hải Phòng và cả nước .
Những nhà giáo giàu lòng yêu nước, yêu nghề và hết lòng vì học sinh, như thầy giáo Nguyễn Hữu Tảo, thầy giáo Hoàng Ngọc Phách, thầy giáo Lê Xuân Phùng... Họ chính là thế hệ thứ nhất đã góp phần rất vào quá trình hình thành những truyền thống rực rỡ của trường Bonnal - Bình Chuẩn - Ngô Quyền.

### Thời kỳ saucách mạng tháng Támvà trongChiến tranh Đông Dương(1945 - 1954)

Trường Ngô Quyền nhìn từ chính diện

Cùng với việc mở ra một kỷ nguyên mới cho đất nước từ sau Cách mạng tháng Tám năm 1945, sự nghiệp giáo dục cũng bước sang một trang mới. Theo Nghị định ngày 14 - 2 - 1946 của Bộ Giáo dục Việt Nam: "Lấy tên hiệu những danh nhân trong quốc sử" đặt tên cho các trường học ở Bắc bộ, trường Trung học Bonnal đổi tên thành Trung học Bình Chuẩn. Đây là trường trung học đầu tiên của Hải Phòng sau Cách mạng tháng Tám .
Hiệu trưởng trường Bình Chuẩn là Giáo sư Tăng Xuân An. Hầu hết các thầy giáo cũ vẫn giảng dạy.
Với truyền thống yêu nước sẵn có, học sinh Bình Chuẩn đã hăng hái tham gia công tác xã hội chống giặc đói, giặc dốt và giặc ngoại xâm theo lời kêu gọi của Chính phủ và Chủ tịch Hồ Chí Minh.
Khi thực dân Pháp quay lại chiếm Nam bộ, nhiều học sinh Bình Chuẩn đã hăng hái tòng quân trong phong trào "Nam tiến". Hơn 20 học sinh tham gia vào Thanh niên xung phong. Tướng Nguyễn Bình, nguyên là học sinh trường Bonnal, tư lệnh chiến khu Trần Hưng Đạo được Hồ Chí Minh cử vào Nam bộ đánh Pháp.
Học sinh Bình Chuẩn tham gia rất tích cực vào việc cổ động cho "Tuần lễ vàng", cho việc tổ chức tổng tuyển cử bầu Quốc hội và Hội đồng nhân dân các cấp, việc đón Chủ tịch Hồ Chí Minh từ Pháp trở về ngày 20 - 10 - 1946...
20 - 11 - 1946, Hải Phòng bước vào cuộc kháng chiến chống Pháp trong Chiến tranh Đông Dương, nhiều học sinh Bình Chuẩn lại lên đường kháng chiến.

Lễ khai giảng đầu tiên khi trường mang tên Ngô Quyền

Năm 1948, thầy Nguyễn Văn Bái và thầy Quản Hữu Nhân đứng ra xin mở lại một trường trung học cơ sở Bonnal - Bình Chuẩn, Nha học chính Bắc Việt chấp nhận cho trường mang tên là Trường Trung học phổ thông Ngô Quyền. Thầy Quản Hữu Nhân được cử làm hiệu trưởng.
Năm 1950, học sinh Ngô Quyền tham gia bãi khóa hưởng ứng cuộc đấu tranh của học sinh, sinh viên toàn quốc; rải truyền đơn tố cáo tội ác của Thực dân Pháp khủng bố phong trào học sinh, sinh viên và giết hại Trần Văn Ơn...
Năm học 1954 - 1955, trường không mở tiếp. Hải Phòng lúc đó là khu tập kết 300 ngày của quân Pháp.
13 - 5 - 1955, Hải Phòng được giải phóng. Cùng với cả nước, thành phố Hải Phòng bước sang một thời kì mới và lịch sử trường Bonnal - Bình Chuẩn - Ngô Quyền cũng lại mở sang một trang mới.

### Thời kỳ xây dựng CNXH ởMiền Bắcvàchiến tranh Việt Nam(1955 - 1975)
1955 - 1956 là năm học đầu tiên sau khi độc lập, trường Ngô Quyền có 12 lớp cấp II với gần 600 học sinh. Khi đó, thầy Nguyễn Văn Hoà làm Hiệu trưởng.
1956 - 1957, trường chuyển sang hệ phổ thông bậc 10 năm.
1959, thầy Hoàng Hỉ giữ chức vụ Hiệu trưởng.
Từ 1961 - 1965, trường Ngô Quyền có sự phát triển cao nhất về số lớp và số học sinh, 16 phòng học với 32 lớp.
Các hoạt động dạy và học của thầy và trò rất sôi nổi, Hôi đồng giáo dục gồm 100 giáo viên hăng hái thi đua hưởng ứng phong trào "Hai tốt"... Học sinh Ngô Quyền thời kỳ này có thái độ chăm chỉ và tự giác, tích cực học tập, rèn luyện, phấn đấu. Nhiều học sinh sau này đã thành đạt trên các lĩnh vực quản lý, khoa học, văn hoá nghệ thuật... 
Trong điều kiện rất khó khăn của những năm sơ tán, học sinh Ngô Quyền vẫn giữ vững và tiếp tục phát huy truyền thống tốt đẹp của mình.
Từ năm 1972, yêu cầu chi viện cho chiến trường miền Nam ngày càng tăng, nhiều học sinh Ngô Quyền đã lên đường làm nghĩa vụ quân sự. Một số thầy giáo cũng tình nguyện "đi B", làm công tác giảng dạy ở các vùng giải phóng.
Mặc dù phải phát triển trong hoàn cảnh ác liệt của chiến tranh, nhưng những hoạt động giáo dục, giảng dạy của trường Ngô Quyền vẫn đảm bảo liên tục, toàn diện, vẫn giữ vững truyền thống và ghi thêm những thành tích vào cuốn biên niên sử đầy tự hào của mình.

### Thời kỳ từ sau ngày đất nước thống nhất đến nay (1975 - nay)
Kể từ khi đất nước giành được độc lập hoàn toàn, toàn thể cán bộ giáo viên, học sinh của trường vẫn tiếp tục nỗ lực trong lao động và học tập. Trường Trung học phổ thông Ngô Quyền luôn là một trong những ngôi trường đứng đầu về thành tích và chất lượng học tập của thành phố Hải Phòng .
Nhiều lần cố tổng Bí thư Nguyễn Văn Linh về thăm trường và phát biểu cảm tưởng.
Vào tháng 5-2005 trường được công nhận là Trường đạt chuẩn Quốc gia .

## Một số thành tích và danh hiệu mà nhà trường đã đạt được
- Lẵng hoa của chủ tịch nước Tôn Đức Thắng tặng – năm 1979
- Huân chương Lao động hạng Ba – năm 1980
- Huân chương Lao động hạng Nhì – năm 1985
- Huân chương Lao động hạng Nhì – năm 1990
- Huân chương Lao động hạng Nhất – năm 2000
- Huân chương Độc lập hạng Ba – năm 2005
- Tháng 5 năm 2005 được công nhận là Trường đạt chuẩn Quốc gia
- Huân chương Độc lập hạng Nhì - năm 2015
- Cờ thi đua của Chính phủ năm học 2018 - 2019
- Cờ thi đua của Chính phủ năm học 2019 - 2020
- Cờ thi đua của Chính phủ năm học 2020 - 2021

## Danh sách các Hiệu trưởng của trường
| Thời gian        | Hiệu trưởng                                              |
| ---------------- | -------------------------------------------------------- |
| 1920 - 1930      | Ông Le Mineur Civadier - Trường Bonnal                   |
| 1931 - 1937      | Giáo sư Phạm Văn Bảng - Trường Bonnal                    |
| Chưa rõ          | Giáo sư Bùi Quang Huy - Trường Bonnal                    |
| 1946 - 1947      | Giáo sư Tăng Xuân An - Trường Bình Chuẩn                 |
| 1948 - 1949      | Thầy Quản Hữu Nhân - Trường Trung học Ngô Quyền          |
| 1949 - 1955      | Thầy Trần Văn Việt - Trường Trung học Ngô Quyền          |
| 1955 - 9/1957    | Thầy Nguyễn Văn Hoà - Trường Phổ thông cấp III Ngô Quyền |
| 9/1957 - 12/1957 | Thầy Lê Văn Ngươn - Trường Phổ thông cấp III Ngô Quyền   |
| 1958 - 1959      | Thầy Nguyễn Văn Hòa - Trường Phổ thông cấp III Ngô Quyền |
| 9/1959 - 1964    | Thầy Hoàng Hỉ - Trường Phổ thông cấp III Ngô Quyền       |
| 1965 -1967       | Thầy Vũ Văn Thu - Trường Phổ thông cấp III Ngô Quyền     |
| 1967 - 1970      | Thầy Trần Xuân Nam - Trường Phổ thông cấp III Ngô Quyền  |
| 1970 - 1973      | Thầy Lê Khắc Đạm - Trường Phổ thông cấp III Ngô Quyền    |
| 1973 - 1976      | Cô Hồ Thị Kim Chi - Trường Phổ thông cấp III Ngô Quyền   |
| 1976 - 1978      | Thầy Vũ Huy Lộc - Trường Phổ thông cấp III Ngô Quyền     |
| 1978 - 1993      | Thầy Nguyễn Đình Minh - Trường PTTH Ngô Quyền            |
| 1993 - 2000      | Cô Bùi Lệ Du - Trường PTTH Ngô Quyền                     |
| 2000 - 2002      | Thầy Nguyễn Đình Minh - Trường THPT Ngô Quyền            |
| 2002 - 2009      | Thầy Nguyễn Văn Phú - Trường THPT Ngô Quyền              |
| 2009 - 2014      | Cô Nguyễn Hồng Thúy - Trường THPT Ngô Quyền              |
| 2015 - nay       | Cô Cao Tố Nga - Trường THPT Ngô Quyền                    |

## Những học sinh, nhà giáo nổi tiếng[2]

### Giáo viên
- Hoàng Ngọc Phách Giáo sư, tác giả tiểu thuyết Tố Tâm
- Tăng Xuân An Giáo sư, nhà giáo, cựu hiệu trưởng
- Quản Hữu Nhân nhà giáo, cựu hiệu trưởng
- Nguyễn Hữu Tảo
- Tô Vũ (nhạc sĩ)
- Lê Đại Thanh
- Vi Huyền Đắc
- Nguyễn Xuân Nguyên
- Lê Thương
- Hoàng Quý
- Hà Thúc Chỉ nhà thơ

### Học sinh
- Phạm Tuấn Ngọc - Nam vuơng Thế giới Việt Nam 2024

#### Cách mạng - Chính trị
- Vũ Thiện Tấn - Chủ tịch chính thức đầu tiên của liên tỉnh Quảng Nam - Đà Nẵng sau Cách mạng tháng 8 năm 1945
- Vũ Văn Hiền - Tiến sĩ, luật sư, Bộ trưởng Bộ Tài chính trong chính phủ Trần Trọng Kim
- Nguyễn Hới - Bí thư đầu tiên Tỉnh ủy Nam Định
- Nguyễn Văn Linh - Nguyên Tổng Bí thư Đảng Cộng sản Việt Nam, người khởi xướng công cuộc Đổi Mới đất nước
- Nguyễn Duy Thái - Thiếu tướng - Thứ trưởng Bộ cơ khí luyện kim - Thứ trưởng Bộ Lao động
- Nguyễn Thị Xuân Mỹ - Nữ Uỷ viên Bộ Chính trị đầu tiên của Nhà nước Cộng hoà xã hội chủ nghĩa Việt Nam
- Vũ Mão - Nhà ngoại giao, Ủy viên Trung ương Đảng, Chủ nhiệm Ủy ban đối ngoại của Quốc hội
- Ngô Đức Thịnh - Nguyên Thứ trưởng Bộ Giao thông vận tải
- Nguyễn Đình Bích - Ủy viên Ban Thường vụ Thành ủy, Phó Chủ tịch thường trực HĐND thành phố Hải phòng
- Bùi Thanh Sơn - Bộ trưởng Bộ Ngoại giao
- Nguyễn Văn Quảng - Bí thư thường trực Thành ủy Đà Nẵng
- Nguyễn Kim Sơn (nhà khoa học) - Bộ trưởng Bộ Giáo dục và Đào tạo
- Nguyễn Văn Bình (chính khách)
- Bùi Thanh Tùng

#### Quân tướng
- Nguyễn Bình - Trung tướng đầu tiên của QĐND Việt Nam
- Nguyễn Duy Thái - Thiếu tướng - Thứ trưởng Bộ cơ khí luyện kim - Thứ trưởng Bộ Lao động
- Lê Trọng Nghĩa
- Vũ Xuân Vinh - Thiếu tướng, Cục trưởng Cục liên lạc đối ngoại Bộ Quốc phòng
- Hoàng Thế Thiện - Thiếu tướng QĐND Việt Nam, nguyên Thứ trưởng Bộ Quốc phòng Việt Nam
- Trần Đình Cửu - Thiếu tướng Cục trưởng Cục cán bộ - Bộ Quốc phòng

#### Khoa học - Giáo dục
- Nguyễn Lân - giáo viên, người biên soạn từ điển, nhà văn và nhà nghiên cứu người Việt Nam
- Vũ Khiêu - Giáo sư, Anh hùng lao động, nhà nghiên cứu văn hóa
- Nguyễn Quang Riệu - nhà vật lý thiên văn Việt kiều hiện đang định cư tại Pháp
- Nguyễn Quý Đạo - nhà hóa học Việt kiều định cư tại Pháp
- Nguyễn Quang Quyền - giáo sư, bác sĩ, chuyên gia hàng đầu Việt Nam trong các lĩnh vực giải phẫu học, nhân chủng học và nhân trắc học.
- Nguyễn Xuân Vinh - Giáo sư, Viện sĩ Viện hàn lâm không gian quốc tế
- Hoàng Kim Giao - kỹ sư, chiến sĩ phá bom, Anh hùng lực lượng vũ trang nhân dân.
- Nguyễn Kim Sơn (nhà khoa học) - Bộ trưởng Bộ Giáo dục và Đào tạo

#### Văn hóa - Nghệ thuật
- Lan Sơn (nhà thơ)
- Lê Đại Thanh là nhà thơ, nhà viết kịch thuộc thế hệ đầu của nghệ thuật sân khấu Việt Nam hiện đại
- Thế Lữ - nhà thơ, nhà biên kịch sân khấu, lá cờ đầu của phong trào Thơ mới
- Nguyễn Huy Tưởng - nhà văn, nhà viết kịch
- Hoàng Quý - nhạc sĩ, một trong những gương mặt tiên phong của Tân nhạc Việt Nam
- Văn Cao - nhạc sĩ, nhà thơ, họa sĩ, tác giả của Quốc ca Việt Nam - Tiến quân ca
- Đỗ Nhuận - nhạc sĩ, Giải thưởng Hồ Chí Minh về văn học nghệ thuật đợt I
- Nguyễn Đình Thi - nhà thơ, nhạc sĩ
- Nguyễn Đình Nghi - đạo diễn
- Nguyễn Khải (nhà văn)
- Thanh Tùng (nhà thơ)
- Phan Vũ - nhà thơ
- Hoàng Quốc Hải - nhà văn
- Robert Hải - diễn viên
- Nguyễn Thụy Kha - nhà thơ, nhạc sĩ, nhà báo, nhà nghiên cứu âm nhạc Việt Nam
- Dương Thụ - nhạc sĩ
- Quang Thắng

## Đào tạo

### Cơ sở hạ tầng
Trường được xây dựng ở khu vực gần trung tâm thành phố với diện tích trên 2ha chia làm 3 khu, số phòng học là >60.
Cả ba khối 10,11,12 có tổng cộng 41 lớp. Khối 10 được chia thành các lớp 10C1, 10C2...10C15. Khối 11 tương tự được chia thành 11B1,11B2...11B14. Khối 12 chia thành 12A1, 12A2... 12A12.Ngoài ra còn trồng nhiều cây xanh, cây cổ thụ rất mát mẻ vào mùa hè, ấm áp vào mùa đông.
Toàn trường được Pháp xây dựng theo phong cách cổ kính đậm chất châu Âu rất đặc trưng dưới thời thực dân Pháp. Ở tòa nhà chính giữa có một đồng hồ lớn tạo nên sự cổ kính cho toàn bộ dãy nhà. Toàn bộ các dãy nhà đều được sơn màu vàng. Sau này qua nhiều lần tu sửa và xây mới nhưng trường vẫn giữ được phong cách đó.
Năm 2020, trước thềm Đại lễ kỷ niệm 100 năm truyền thống Bonnal - Bình Chuẩn - Ngô Quyền, trường THPT Ngô Quyền được thành phố đầu tư xây dựng và sửa chữa nhiều hạng mục. Trong đó những hạng mục quan trọng có thể kể đến: tu sửa nhà thi đấu, tu sửa dãy hiệu bộ, tu sửa dãy phòng học A4 và xây dựng một dãy chức năng 4 tầng (2 tầng nhà xe, thư viện kí ức, hội trường) hướng ra phố Nguyễn Đức Cảnh. Được biết đây là dự án vô cùng quan trọng, ghi dấu sự quan tâm của thành phố tới ngôi trường trăm tuổi cũng như ghi dấu mốc thời gian tròn một thế kỷ của mái trường đã đào tạo biết bao nhân tài cho Đảng và đất nước.

### Tuyển sinh
Năm học 2022 - 2023, trường tuyển sinh 675 học sinh, 15 lớp (10C1,10C2,...10C15), điều kiện là học sinh phải đạt học lực Giỏi cả năm lớp 9 và đạt điểm thi đầu vào từ 40.6 trở lên.

### Chất lượng giáo dục
Trong nhiều năm liền học sinh trường Trung học phổ thông Ngô Quyền đạt thành tích đỗ tốt nghiệp Trung học phổ thông 100%. Ngay cả vào những năm Bộ Giáo dục và Đào tạo kiên quyết với phong trào "2 không". Năm học 2008-2009, tỷ lệ thí sinh đỗ kì thi tốt nghiệp Trung học phổ thông là 100%.
Năm 2008, tỷ lệ học sinh khối 12 đạt điểm trên 15 trong kì thi Đại học, Cao đẳng là 96,34%. tỷ lệ đạt trên 27 điểm là 2,34%. Tỷ lệ học sinh trúng tuyển vào các trường CĐ,ĐH là >75%.
Điểm chuẩn đầu vào lớp 10 cũng như kết quả thi THPTQG của trường THPT Ngô Quyền luôn ở vị thế dẫn đầu khối không chuyên của toàn thành phố.
Năm 2019 trường đứng thứ 2 toàn thành phố, thứ 23 trong top 100 trường có điểm thi THPTQG cao nhất cả nước.
Năm 2020, trường đứng thứ nhất toàn thành phố về kết quả thi THPTQG.
Năm 2021, trường đứng thứ nhất khối không chuyên, thứ hai toàn thành phố về kết quả thi THPTQG
Năm 2022, trường đứng thứ nhất toàn thành phố về kết quả thi THPTQG môn Toán với điểm trung bình 8.201.

### Hoạt động ngoại khóa

Biểu diễn văn nghệ

- Hoạt động ngoại khóa của trường diễn ra khá sôi nổi. Đặc biệt là Thể thao và Văn nghệ như Vũ điệu xanh, Giải Bóng đá,... Gần đây, trường mới tổ chức cuộc thi Vũ điệu xanh 2022 với giải xuất sắc nhất cuộc thi đã thuộc về tập thể lớp 11B7 và 12A7, giải A thuộc về tập thể lớp 11B7 và 12A7, tập thể lớp 11B3, tập thể lớp 11B2.
- Vào dịp kỷ niệm ngày truyền thống của trường, thường hay diễn ra các cuộc thi cắm hoa, biểu diễn thời trang... Sau đó sẽ tổ chức hội chợ với những gian hàng nhỏ bán những món hàng từ hàng lưu niệm "hand made" đến các món ăn "tự nấu"...
- Học sinh Ngô Quyền là những con người năng động khi đã thể hiện tài năng của mình qua một sân chơi chung của học sinh tạo ra vì lợi ích của cộng đồng Bonnalers
- Từ năm 2018, trường tổ chức cuộc thi "Gương mặt Ngô Quyền". Đây là một sân chơi dành cho tất cả các đối tượng học sinh, nhằm tìm ra đại diện hội tụ đủ các tiêu chí: thanh lịch, tài năng, trí tuệ, nhân cách, sắc đẹp,…  đại diện cho trường. Cuộc thi được tổ chức hai năm một lần vào các năm chẵn. Đương kim Gương mặt Ngô Quyền là Cáp Trọng Phúc Anh. Trước đó, quán quân thuộc về thí sinh Vũ Hải Minh (2018), Bùi Thị Thanh Phương (2020), Phạm Nguyễn Thu Trang (2022).
- Trường có nhiều Câu lạc bộ học sinh, do học sinh quản lý và trực thuộc Đoàn TNCS Hồ Chí Minh Trường THPT Ngô Quyền như Ngô Quyền Entertainment, Ngô Quyền Music Club, Ngô Quyền Media Club, Tiếng nói Ngô Quyền... Các câu lạc bộ này đã có nhiều đóng góp cho các hoạt động ngoại khóa, hoạt động ngoài giờ lên lớp của nhà trường.

- Mái trường nơi cửa sóng[liên kết hỏng]
- Nơi ấy, Trường Bonnal – Bình Chuẩn – Ngô Quyền[liên kết hỏng]
- Nơi ra đời chi bộ Đoàn TNCS đầu tiên
- Một Thuở Học Trò - Ngày Khai Trường (Toàn Phong Nguyễn Xuân Vinh) Lưu trữ ngày 20 tháng 1 năm 2012 tại Wayback Machine
- Có một Nguyễn Đình Thi - tác giả bài 'Quốc ca' Lưu trữ ngày 17 tháng 3 năm 2012 tại Wayback Machine
- Diễn đàn học sinh trường NQ Lưu trữ ngày 29 tháng 5 năm 2013 tại Wayback Machine
- Facebook Ngô Quyền
- Mutilply Ngô Quyền Lưu trữ ngày 19 tháng 6 năm 2009 tại Wayback Machine